# 팀 하더웨이
티머시 두에인 "팀" 하더웨이(영어: Timothy Duane "Tim" Hardaway, 1966년 9월 1일~)는 미국의 은퇴한 농구 선수로 선수 시절 포지션은 포인트 가드이다. NBA의 팀인 골든스테이트 워리어스와 마이애미 히트 댈러스 매버릭스, 덴버 너기츠, 인디애나 페이서스 소속으로 활동했으며, 미국 국가대표 선수로도 활약하여 2000년 하계 올림픽에서 금메달을 획득하였다. 2000년에 그가 마이애미 시절에 사용한 등 번호 10번이 해당 팀의 영구 결번으로 지정되었으며, 2022년에는 네이스미스 농구 명예의 전당에 헌액되었다.
아들인 팀 하더웨이 주니어도 농구 선수로 활동하고 있다.